# Ammonio (scultore)
Ammonio (III secolo – III secolo) è stato uno scultore greco antico.
Figlio di Apollofane, fu autore di una pregiata statuetta rinvenuta acefala a Licopoli.